# カール・ジョン・ニューマン
カール・ジョン・ニューマン（Carl John Neumann、1950年9月11日 - 2019年4月23日）は、アメリカ合衆国・イリノイ州出身のバスケットボール指導者である。

## 来歴
1979年、ドイツリーグのBSCサタン・ケルンで選手兼アシスタントコーチとして指導者キャリアを始める。
1982年からはCBAでヘッドコーチを務め、1984年にはNBAコーチ資格を取得。
その後は欧州各国でヘッドコーチを務め、2001年から2003年にはレバノン代表監督となる。
退任後はサウジアラビアで指揮を執り、2006-07シーズンは中国・浙江ライオンズヘッドコーチ。
2007年、ライジング福岡（現：ライジングゼファーフクオカ）初代ヘッドコーチに就任。1シーズン目のプレイオフに導き最優秀コーチに選ばれた。
2009年、高松ファイブアローズ（現：香川ファイブアローズ）のヘッドコーチに就任し、1シーズン指揮を執る。
2019年4月23日、ミシシッピ州オックスフォードで脳腫瘍により死去。

## 豆知識
- コーラが大好物である。試合でスポンサーから送られる景品には彼のためにコーラが用意されることがある[5]。